# Região Geográfica Imediata de Itaperuna
A Região Geográfica Imediata de Itaperuna é uma das 14 regiões imediatas do Estado do Rio de Janeiro, uma das 03 regiões imediatas que compõem a Região Geográfica Intermediária de Campos dos Goytacazes e uma das 509 regiões imediatas do Brasil, criadas pelo IBGE em 2017.
É composta por 07 municípios, tendo uma população estimada pelo IBGE para 1.º de julho de 2017, de 194 040 habitantes e uma área total de km².

## Municípios
Fonte: IBGE – Cidades
| Município               | População Estimada 2017 | Área (km²) |
| ----------------------- | ----------------------- | ---------- |
| Bom Jesus do Itabapoana | 36 068                  | 598,401    |
| Itaperuna               | 99 997                  | 1 105,566  |
| Laje do Muriaé          | 7 217                   | 250,518    |
| Natividade              | 14 960                  | 387,026    |
| Porciúncula             | 18 248                  | 302,201    |
| São José de Ubá         | 6 953                   | 250,596    |
| Varre-Sai               | 10 597                  | 190,061    |
| Total                   | 194 040                 |            |